# Strachocina

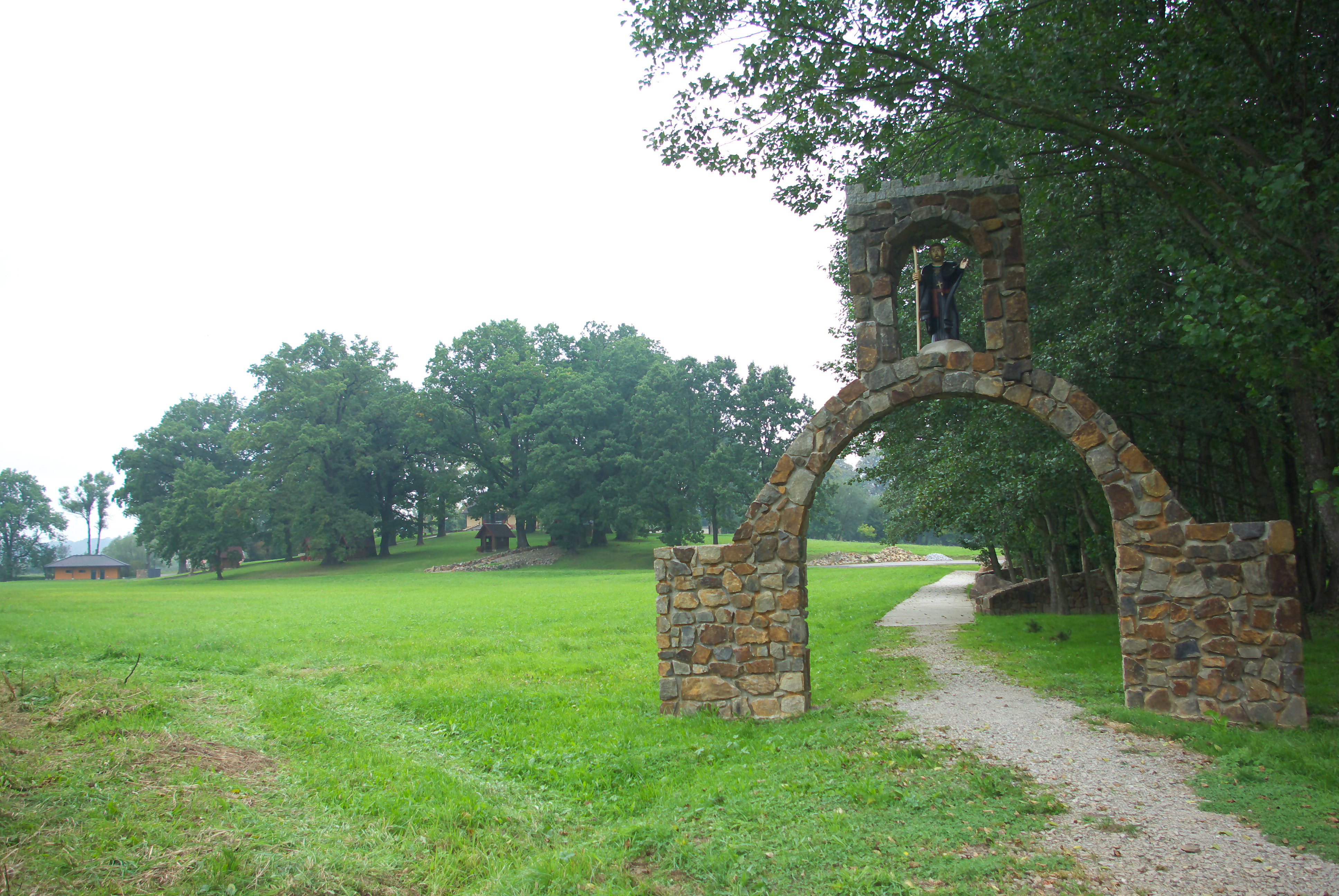
Park dworski funkcjonujący obecnie jako Bobolówka

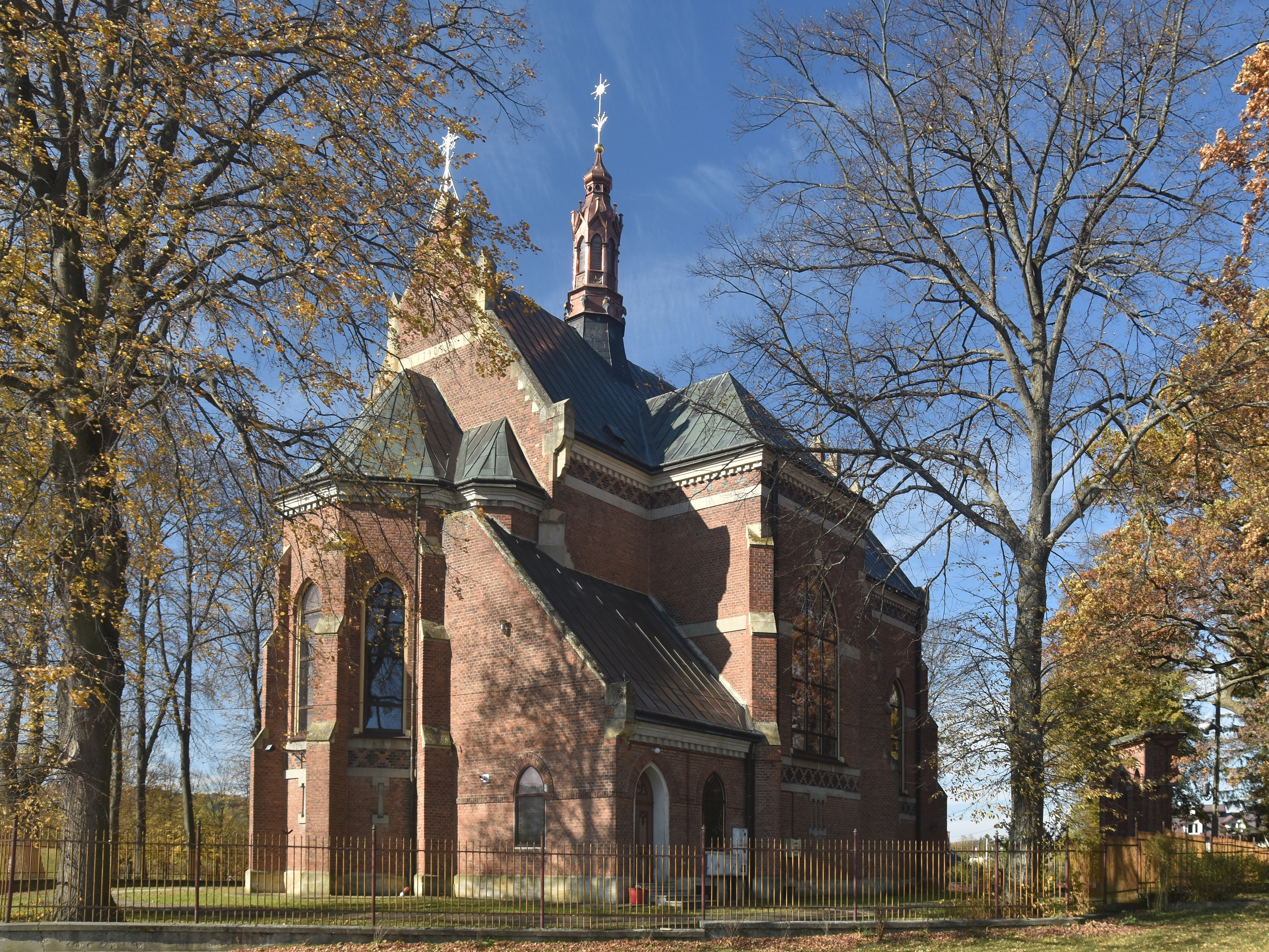
Kościół św. Katarzyny Aleksandryjskiej

Strachocina – wieś w Polsce położona w województwie podkarpackim, w powiecie sanockim, w gminie Sanok. Leży nad potokiem Różowym. Miejscowość leży na terenach, które noszą historyczną nazwę Ziemia sanocka. Zajmuje obszar blisko 1200 ha, jest w niej 300 domów.
Wieś królewska Strachoczyn położona na przełomie XVI i XVII wieku w ziemi sanockiej województwa ruskiego, w drugiej połowie XVII wieku należała do starostwa sanockiego. W latach 1975–1998 miejscowość położona była w województwie krośnieńskim.

## Części wsi
| SIMC    | Nazwa    | Rodzaj    |
| ------- | -------- | --------- |
| 0359681 | Kopalnia | część wsi |

## Historia
Strachocina – wieś królewska, później zastawna, lokowana na prawie niemieckim w 1369 jako Szwanczyce' (Święcice ?) nad potokiem Różowym (Russzava 1369, Russava 1390). Akt fundacyjny, wydany przez Kazimierza Wielkiego na rzecz braci Piotra z Kunowej i Grzegorza z Kunowej pochodzi z 10 maja 1369. Według aktu lokacyjnego wieś objęła 50 łanów ziemi.
16 grudnia 1390 Fryderyk Myssnar (Meisnansis) i Pakosz z Pakoszówki uposażyli kościół pw. św. Katarzyny na granicy wsi i założyli parafię za pozwoleniem Władysława Jagiełły. Po Jaćmirskich kolejnymi dzierżawcami sołectwa Strachocina byli szlachcice; Cloch Cornicz, Piotr Smolicki, Kmitowie, Bobrowscy, Wzdowscy. Piotr Smolicki, ze Smolic – starosta i następnie kasztelan sanocki (1436-1442), w 1434 kupił od Kornicza Strachocinę za 200 grzywien. W 1508 należała ona do Macieja Wzdowskiego. 12 lipca 1520 król zezwolił podkomorzemu wojskowemu Adamowi Wzdowskiemu sprzedać wieś królewską Strachocinę, Janowi Boboli de Pyasky  z Tywoni k. Jarosławia za zasługi dla króla Olbrachta. W tym dniu Jan Bobola otrzymał w Toruniu dokument królewski zezwalający na wykup wsi królewskiej Strachociny. Jego zamieszkanie w Strachocinie potwierdzają: spory z ks. Stanisławem – proboszczem Strachociny, pozew sądowy z 1526 i spory graniczne z dziedzicem Górek z 1529 Maciejem z Birczy.
11 sierpnia 1530 król polecił kasztelanowi Klemensowi z Kamieńca, podkomorzemu – Mikołajowi Balowi, wojskiemu – Adamowi Wzdowskiemu, chorążemu – Feliksowi z Zarszyna i podsędkowi sanockiemu Janowi Pakoszowskiemu, przeprowadzić rozgraniczenie królewskich dóbr, dzierżawionych przez Jana Bobolę; Strachociny od wsi Górki i Szczyrzyczkowa, należących do Macieja z Birczy. Dopiero 28 grudnia 1530 wydano Janowi Boboli nakaz uczestniczenia w czynnościach komisji.
Jan Bobola (1464-1533) miał synów: Hieronima, Jarosława, Stanisława, Krzysztofa – ożenionego z Elżbietą z Wielopolskich h. Starykoń (1520 -1615) i Zbigniewa oraz trzy córki. Krzysztofowi dostała się Strachocina. Krzysztof miał trzech synów z małżeństwa z Elżbietą Wielopolską; Andrzeja (podkomorzego), Jana i Mikołaja. Najmłodszy z braci, Mikołaj – dziedzic; m.in. Strachociny, miał synów, Andrzeja (według ks. Poplatka Andrzeja Boboli – (przyszłego świętego Męczennika) i Wojciecha i Krzysztofa (?). Kolejnym dziedzicem Strachociny, został Krzysztof Bobola, (pojawiający się w aktach w l. 1604-1641), ojciec Urszuli i Jakuba (zm. 1660), ożenionego z Tulikowską i Andrzeja (według ks. Józefa Niżnika Andrzeja Boboli – (przyszłego świętego Męczennika). Urszula wyszła za mąż za Jędrzeja Zborowskiego – przedstawiciela możnego rodu magnackiego. Po bezdzietnym małżeństwie Jana Boboli, którego ojcem był Jan, Strachocina przeszła na własność Andrzeja Boboli figurującego w dokumentach w latach (1652-1658) i jego żony Marcjanny Trembeckiej z Łapszowa(własność jej od 1668), a w 1676 – na ich syna Zygmunta Bobolę, ostatniego z Bobolów, dziedzica Strachociny, który zginął walcząc w wyprawie wiedeńskiej w 1683. Po nim dzierżawcami Strachociny byli Giebułtowscy. W połowie XIX wieku właścicielami posiadłości tabularnej Strachocina byli spadkobiercy Giebułtowskiego i rodzeństwo Laskowskich.
W XVI i XVII wieku dzierżawcami królewskiej wsi byli Bobolowie, jednak w XVII i XVIII wieku wieś arendowała większa liczba dzierżawców. Na obszarze zajmowanym przez nią pierwotnie były zapewne cztery osady, niwy: Szwanczyce, Meszewa, Strachocina i Strachocina Wola.
W roku 1880 wieś liczyła 839 mieszkańców (150 domów), 813 rzymskich-katolików oraz 23 wyz. mojżeszowego. Przed II wojną światową do parafii należały wsie Jurowce, Kostarowce, Pakoszówka, Pisarowce, Lalin, Falejówka, Srogów Dolny i Srogów Górny.
W roku 1898 wieś liczyła 164 domy i 892 mieszkańców (w tym 875 rzymskich katolików, językiem polskim posługiwało się 892 mieszkańców), powierzchnia wsi wynosiła 5,60 km². Obszar dworski wynosił 3,30 km² i zamieszkany był przez 25 osób, na terenie znajdował się dwór ziemiański. W roku 1900 wieś liczyła 1008 mieszkańców, całkowita pow. wsi wynosiła 560 ha oraz 178 domów, językiem polskim posługiwała się 989 osób.
Pod koniec XIX wieku właścicielkami tabularnymi dóbr we wsi były Helena, Kazimiera i Zofia Dydyńskie. W 1905 Zofia i Kazimierz Dydyńscy posiadali we wsi obszar 330,7 ha. W 1911 właścicielkami tabularnymi były Niedźwiedzka i Zofia Dydyńska, posiadające 321 ha.
W 1929 wieś liczyła 1023 mieszkańców, właścicielem większościowym była Kazimiera Dydyńska. We wsi funkcjonowała cegielnia, Kasa Stefczyka, Kółko Rolnicze, kopalnia ropy naftowej Towarzystwa Akcyjnego Galicja.
Od roku 1935 we wsi działa lokalne koło gospodyń wiejskich, której przewodniczącą jest obecnie Marta Piotrowska (2007). W lasach strachockich znajduje się kopalnia gazu ziemnego „Strachocina” – obecnie używana jako podziemny zbiornik o dużej pojemności na gaz sprowadzany z Rosji. W sierpniu 2022 uruchomiono gazociąg połączony ze Słowacją (węzeł Veľké Kapušany) o przepustowości 4,7-5,7 mld m³ rocznie. Gospodarstwa rolne prowadzi we wsi obecnie 5 osób (2006). Większość mieszkańców zatrudniona jest w usługach oraz zakładach przemysłowych Sanoka oraz kopalni gazu „Strachocina”.

### Archeologia
W drugim i trzecim tysiącleciu p.n.e. (późny neolit) Strachocinę zamieszkiwała ludność związana z kulturą ceramiki sznurowej, która zajmowała się głównie pasterstwem. Świadczyły o tym znalezione w Strachocinie, toporki „sznurowe”.
Droga przez Strachocinę była używana od czasów starożytnych, jako jedna z odnóg szlaku z wybrzeży Morza Czarnego nad Bałtyk. Świadczą o tym znalezione na terenie Strachociny monety rzymskie z III w. n.e., z czasów cesarza Gordianusa (panował w latach 238-244), a także toporek z epoki brązu znajdujący się w Muzeum Historycznym w Sanoku.
W Strachocinie, na pograniczu z terenem Pakoszówki odkryto ślady wczesnośredniowiecznego grodziska.

## Sport

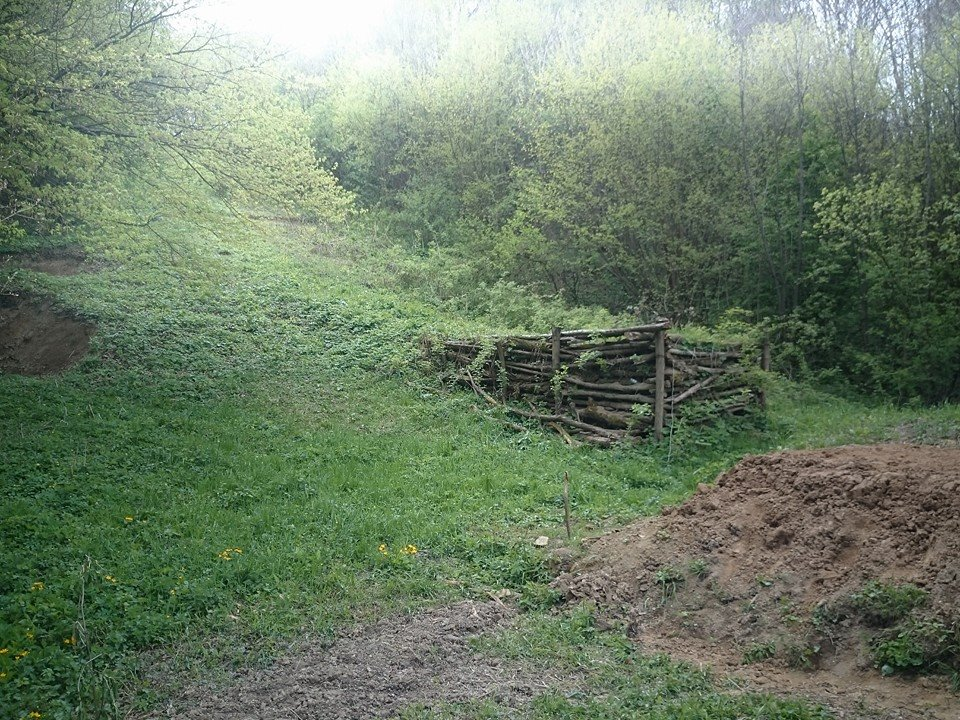
Próg skoczni w 2017 roku

W miejscowości siedzibę ma założony w 1946 roku Ludowy Klub Sportowy Górnik Strachocina.
We wsi znajduje się skocznia narciarska wybudowana przez grupę entuzjastów. Punkt konstrukcyjny usytuowany jest na 30 metrze, a rekord od 2021 roku wynosi 35 metrów.

## Zabytki
W miejscu dworku Bobolów zwanym przez miejscowych „Bobolówką” obecnie znajduje się park ze starodrzewem. W latach 90. XX wieku wybudowano tu polową kaplicę gdzie odbywają się uroczystości ku czci Św. Andrzeja Boboli z udziałem licznych pielgrzymów.

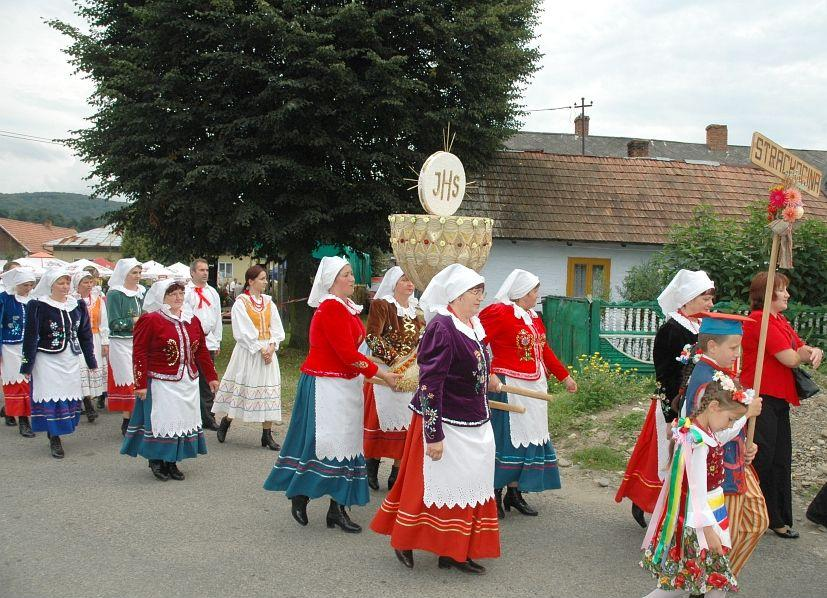
Pochód dożynkowy w Strachocinie. Kobiety ubrane odświętnie w regionalne stroje. 7 września 2008

Nieopodal znajduje się neogotycki Kościół św. Katarzyny Aleksandryjskiej (projekt wykonał Wilhelm Szomek z Sanoka) z parafią pod tym samym wezwaniem, obok niego pomnik Świętego Andrzeja, nowo wybudowany klasztor Sióstr Franciszkanek Rycerstwa Niepokalanej im. Św. Maksymiliana Kolbego i dom pielgrzyma. Kamień węgielny położył w roku 1899 ks. bp. Glazer. Kościół został poświęcony przez kanonika sanockiego ks. Stasickiego 25 listopada 1903. Kościół zbudowany jest w stylu neogotyckim.
Zlokalizowano go na skraju wsi, w miejscu pierwotnego kościoła ufundowanego w 1390 (albo istniejącego już a tylko uposażonego) przez Pakosza z Pakoszówki i Fryderyka Myssnara z Jaćmierza.
Kościół ten spłonął w latach 30. XV wieku. Spłonął również kolejny wybudowany na tym samym miejscu drewniany kościół. Został spalony w 1624 podczas najazdu Tatarów pod wodzą Kantymira. Razem z kościołem i plebanią spalono i ówczesnego proboszcza, Adama Majstrogę.
Jedyną pamiątką tych dawnych czasów, obok wiekowych dębów jest obecnie gotycka chrzcielnica znajdująca się w kościele (i otoczona czcią za jej domniemany związek ze Świętym Andrzejem).
W polu przy drodze kopiec z rzeźbą Chrystusa Króla, a u podnóża źródełko, które wypłynęło przy stawianiu figurki jako znak, jak głoszą wierni, dla konieczności przeprowadzenia intronizacji.
W lesie, na terenie kopalni gazu ziemnego znajduje się cmentarzyk ofiar epidemii cholery z lat 1837 i 1873 z pamiątkowym kamieniem i krzyżem.
Do 1939 roku we wsi znajdował się dwór, którego właścicielem była Kazimiera Dydyńska (zm. 1947), a jej spadkobiercą był przybrany syn, Jerzy Pajączkowski-Dydyński (1894-2005).
Strachocina posiada prywatne muzeum „Regionalna Izba Pamięci” mieszczące się w dawnym Domu Ludowym. Jego twórcą i kustoszem jest Stanisław Piotrowski.
Na najwyższym wzniesieniu wsi, zwanym Górami Kiszkowymi można oglądać krzyż z tablicą pamiątkową ku czci Stefana Piotrowskiego, przodka wszystkich strachockich Piotrowskich, uznawanego przez nich za potomka Najman-Bega, tatarskiego dowódcę z czasów Bitwy pod Grunwaldem.

## Związani ze Strachociną
- Andrzej Bobola, święty Kościoła katolickiego, od roku 2002 patron Polski. Od końca lat 80. XX wieku kościół w Strachocinie jest ośrodkiem kultu św. Andrzeja Boboli,
- Wincenty Morze, żołnierz, powstaniec listopadowy, właściciel Strachociny w XIX wieku,
- Józef Galant, doktor nauk medycznych, lekarz, działacz Towarzystwa Gimnastycznego „Sokół”, zasłużony obywatel Zagórza,
- Józef Dąbrowski, Józef Kucharski, Kazimierz Serwa, Bronisław Najdzicz, oficerowie Wojska Polskiego, ofiary zbrodni katyńskiej, upamiętnieni w Strachocinie Dębami Pamięci[23][24][25][26][27][28],
- Marian Daszyk, poseł na Sejm V kadencji, działacz Akcji Katolickiej, radny gminy Sanok i sejmiku województwa podkarpackiego, współzałożyciel LPR na Podkarpaciu, wieloletni sołtys Strachociny.